# (18947) Cindyfulton
(18947) Cindyfulton est un astéroïde de la ceinture principale d'astéroïdes.

## Description
(18947) Cindyfulton est un astéroïde de la ceinture principale d'astéroïdes. Il fut découvert le 24 août 2000 à Socorro (Nouveau-Mexique) par le projet LINEAR. Il présente une orbite caractérisée par un demi-grand axe de 2,39 UA, une excentricité de 0,14 et une inclinaison de 2,0° par rapport à l'écliptique.

## Compléments